# Rikard III., kralj Engleske
Rikard III. (2. listopada 1452. – 22. kolovoza 1485.) bio je engleskim kraljem od 1483. do svoje smrti. Do prijestolja je došao spletkama, a izgubio ga na bojištu gdje je i ubijen. 

## Odrastanje
Bio je brat engleskog kralja Edvarda IV. Kao dvanaesto od ukupno trinaestoro djece iz brake vojvode Rikarda Plantageneta, vojvode od Yorka (dakle, glave velikaške kuće koja je vodila Bijele u Ratovima dviju ruža) i vojvotkinje Cecily Neville u mladosti je bio povjeren na skrb Rikardu Nevilleu, grofu od Warwicka, koji je njegovu bratu Edvardu IV. bio pomogao zadobiti krunu. 
(Kasnije se oženio njegovom mlađom kćerju Anom Neville koja je bila udovica pokojnog Eduarda, princa od Walesa, sina i nasljednika kralja Henrika VI. S njom je Rikard imao sina Eduarda koji je umro u dobi od jedanaest godina.)
Tijekom bratove vladavine istaknuo se odanošću te kao vojskovođa, zbog čega ga je brat nagradio titulom vojvode od Gloucestera i velikim zemljišnim posjedima u sjevernoj Engleskoj. 

## Zaštitnik kralja Eduarda V.
Nakon bratove smrti vladao je kratko kao regent s titulom lorda protektora mladog kralja Edvarda V. No, Rikard nije iskazivao lojalnost mladom kralju nego je, uz pomoć Henryja Stafforda, vojvode od Buckinghama (koji je imao osobni i obiteljski sukob s Eduardovom majkom Elizabetom Woodville) pred Parlamentom pokrenuo postupak kojim je želio dokazati da njegov nećak nije valjani prestolonasljednik engleske krune.
25. lipnja 1483. godine – nakon samo 86 dana vladavine mladoga kralja – Parlament je proglasio dvanaestogodišnjeg Eduarda V. i njegova mlađeg brata Rikarda od Shrewsburyja, vojvodu od Yorka (ostala djeca Eduarda IV. bila su ženskog spola), nezakonitim nasljednicima krune jer je na suđenju dokazano da je Rikardov pokojni brat Eduard IV., prije nego što se bio oženio Elizabetom Woodville, već bio oženjen lady Eleanorom Butler, mladom udovicom koja je umrla 1468. godine (dvije godine prije rođenja Eduarda V.). Stoga je brak s Elizabetom proglašen nevaljanim i djeca rođena u tom braku nezakonitom. 

## Kralj Rikard III.
Kako su sva druga Rikardova braća umrla prije Eduarda IV., Rikard je bio jedini zakoniti nasljednik krune jer nije imao protukandidata za prijestolje. Mladi kralj Eduard V. i njegov brat Rikard od Shrewsburyja zatočeni su, tobože radi vlastite sigurnosti, u London Tower i nikada više nisu viđeni. Najvjerojatnije su ubijeni, a za to se optuživalo Rikarda i vojvodu od Buckinghama iako bez izravnih dokaza. Rikard se, slijedom navedenih događanja, dao 6. srpnja 1483. okruniti za engleskoga kralja pod imenom Rikard III.
Rikard se nastojao odlikovati kao pobožan i vješt vladar, vojskovođa i organizator, no ni u jednom trenutku svoje vladavine nije zadobio povjerenje visokoga plemstva koje ga nije smatralo zakonito izabranim kraljem. Nakon preuzimanja krune i pretpostavljenog ubojstva mladog kralja Edvarda V. i njegova brata Rikarda, uklonio je utjecaj klana Woodville (obitelji kraljice Elizabete, udovice pokojnog Eduarda IV.), ali je i dalje bio politički vrlo ranjiv jer je svojim sumnjivim preuzimanjem vlasti podijelio do tada ujedinjene pripadnike i pobornike kuće York.
Tijekom Rikardove vladavine dogodilo se nekoliko pobuna njegovih protivnika. Prvu pobunu povela je obitelj Woodville, ali Rikard ju je brzo svladao.
Druga pobuna, 1483. godine, bila je pod vodstvom Henryja Stafforda, vojvode od Buckinghama, istoga koji je Rikardu pomogao da se domogne krune, ali se u međuvremenu s njime politički razišao i okrenuo mu leđa. Rikard je uz pomoć sreće i svojih vojnih sposobnosti uspio svladati i ovu pobunu te je vojno porazio vojvodu od Buckinghama i dao mu odrubiti glavu.

## Pobuna Henrika Tudora
Treća i najvažnija pobuna bila je ona Henrika Tudora, pripadnika velške obitelji Tudor iz Penmynydda, čiji se otac Edmund bio oženio Margaretom Beaufort, nasljednicom pobočne linije kuće Lancaster. Kako je glavna linija dinastije Lancaster bila prekinuta smrću Henrika VI. i njegova sina Edvarda, sin Edmunda Tudora Henrik Tudor postao je neočekivani nositelj lankasterskih nadanja u borbi protiv kuće York.  
U bitci kod Boswortha 22. kolovoza 1485. Henrik Tudor uz pomoć francuskih snaga napao je Rikarda koji je imao vrlo slabu potporu engleskoga vodećeg plemstva, zbog čega ga je ostatak plemstva izdao, te ga teško porazi. Rikard je poginuo na bojnome polju. Bio je posljednji engleski kralj koji je poginuo u bitci i posljednji kralj iz dinastije Plantagenet. Njjegovim porazom završili su Ratovi dviju ruža. Kako je Rikardov jedini sin umro s jedanaest godina, pa nije imao nasljednika, pobjednik u bitci kod Boswortha Henrik Tudor proglasio se 1485. godine (dvije godine nakon početka Rikardove vladavine) engleskim kraljem i postao začetnikom engleske kraljevske dinastije Tudor. 

## Zaostavština
Prema predaji, a i tvrdnjama mnogih povjesničara, Rikard je upamćen kao zla i vlastohlepna osoba, zaslužna ili barem optuživana za mnoga zlodjela kao što su ubojstvo Henrika VI., osobno smaknuće brata Georgea koji je bio izdao zajedničkog brata i kralja Eduarda IV., ubojstvo Eduarda od Westminstera (sina Henrika VI.) čijom se udovicom Anom Neville naknadno (navodno pod prisilom) oženio, njezino ubojstvo te sumnjivo razvlašćivanje i ubojstvo mladog kralja Eduarda V. i njegova brata Rikarda od Shrewsburyja.         
Ipak, najzaslužniji za lošu reputaciju Rikarda III. jest William Shakespeare koji je njegovu kratku vladavinu opisao u svojoj povijesnoj drami Rikard III., a koja je vjerojatno utjecala na mnoge generacije, ne samo povjesničara.        
| Prethodnik: | Kralj Engleske | Nasljednik: |
| Edvard V.   | Kralj Engleske | Henrik VII. |